# Río Canelo
El río Canelo es un curso natural de agua en la Región de Los Lagos que nace en un ventisquero del cerro Veli y desemboca en el río Corcovado.

## Trayecto
El Canelo es el emisario de una serie de lagos ubicados entre los cerros Yanteles y Yeli.: 505 